# Прапор Маастрихта

Прапор муніципалітету Маастрихта

На прапорі Маастрихта зображено те саме, що й на гербі цього голландського муніципалітету: червоне поле з білою п’ятикутною зіркою.

## Історія

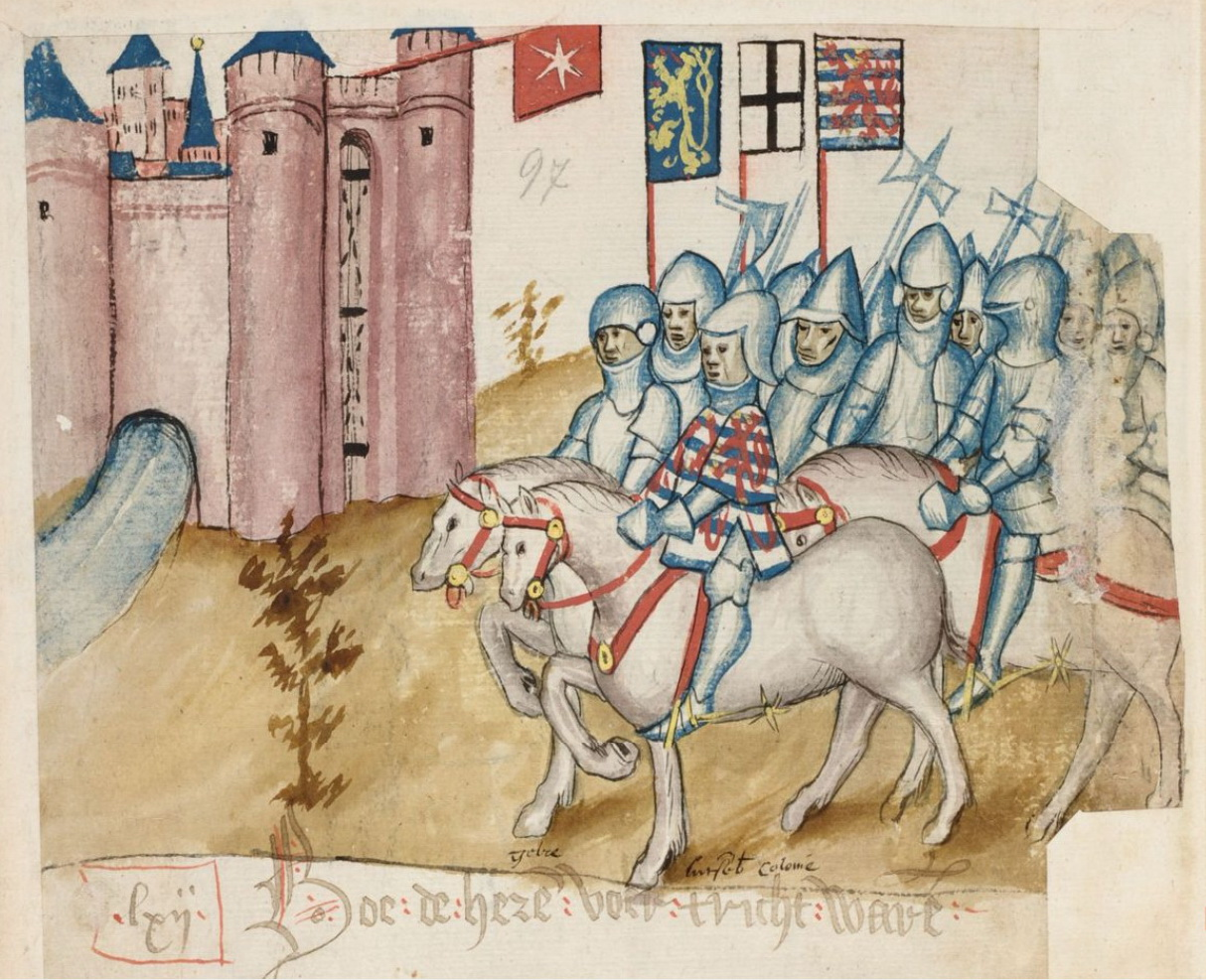
Гелдерланд, Кеур-Кельн і люксембурзькі війська перед воротами Маастрихта під час війни за Лімбурзьку спадщину. Фантастичне зображення в Brabantsche Yeesten, 15 століття

Перша письмова згадка прапора міста Маастрихт датується 1415 роком. Згідно з описом, на прапорі був зображений герб міста на червоному полі, а під ним біле або зелене поле. Малюнок із четвертої книги Brabantsche Yeesten також датується першою половиною п’ятнадцятого століття. На малюнку зображено фантастичне зображення міста Маастрихт, оточене муром. Прапор міста майорить над надбрамною вежею, більш-менш такою, якою ми її знаємо сьогодні, але з шестикутною зіркою.

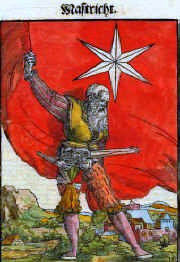
Міський прапор 1545

Друге найстаріше зображення міського прапора чи хоругви датується більш ніж століттям пізніше, а саме 1545 роком. На ньому зображений фенрих, який розмахує прапором, і його можна знайти в Wappenbuch von Meister IK I. Köbel, випущений у Франкфурті-на-Майні. На цьому прапорі також зображена шестикутна зірка, колір якої описується як "geller", що може бути написанням "heller" (прозорий або білий) або "gelber" (жовтий). У 1549 році міський прапор описаний як жовто-біло-червоний. У 1647 році біла зірка на червоному полі, здається, повернулася на прапор, який був створений того року з огляду на майбутній Мюнстерський мир. 
Однак після Жовтневої революції 1917 року прапор Маастрихта вважався занадто схожим на прапор Радянського Союзу. Тому 2 вересня 1938 року було прийнято проєкт нового прапора. Це показало дві горизонтальні смуги однакової висоти, верхню срібну (білу), нижню червону. Дизайн частково суперечив пораді Верховного дворянського суду, який рекомендував п'ятикутну зірку на червоній смузі.  Однак тоді цей дизайн ненавмисно буде ідентичним прапору Польщі. Після падіння комунізму було вирішено відновити старий прапор і з 1 січня 1994 року опис прапора виглядає наступним чином:
Червоний з білою п'ятикутною зіркою, висота якої становить 3/5 висоти прапора. Співвідношення висоти прапора до ширини дорівнює 2 : 3. 
Центр зірки становить 1/3 ширини і половину висоти прапора.

## Пов'язані символи

Герб Маастрихта
Прапор муніципалітету Маастрихт (1938-1994)